# Talicy (obwód iwanowski)
Talicy (ros. Талицы) – wieś (sieło) w Rosji, w obwodzie iwanowskim, w rejonie iwanowskim. W 2021 liczyła 2785 mieszkańców.